# Puyol-Cazalet
Puyol-Cazalet é uma comuna francesa na região administrativa da Nova Aquitânia, no departamento Landes. Estende-se por uma área de 4,57 km². Em 2010 a comuna tinha 110 habitantes (densidade: 24,1 hab./km²).